# Amsterdamse effectenbeurs

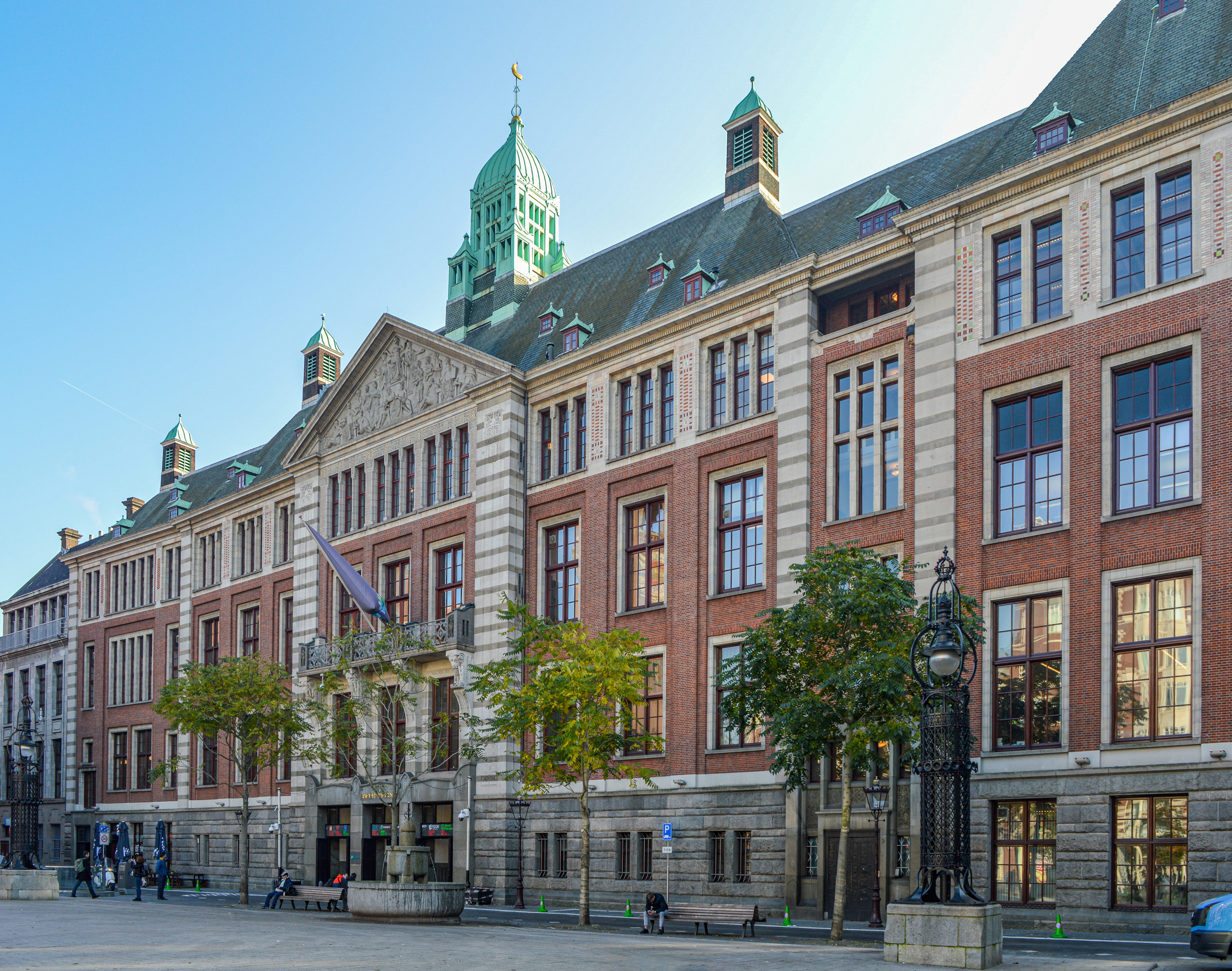
De Amsterdamse effectenbeurs (Euronext), Beursplein 5

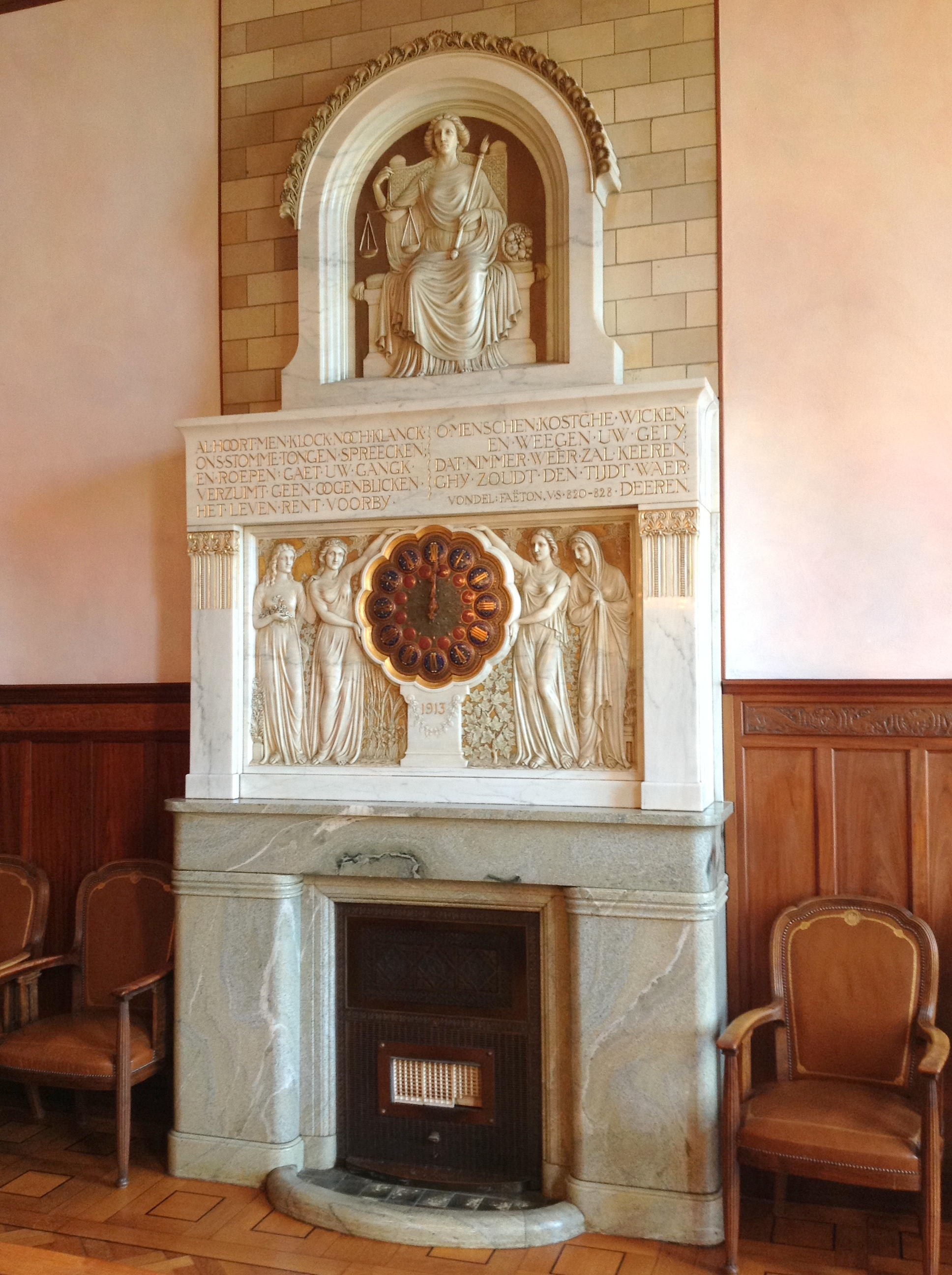
De klok in de bestuurskamer van de Amsterdamse effectenbeurs

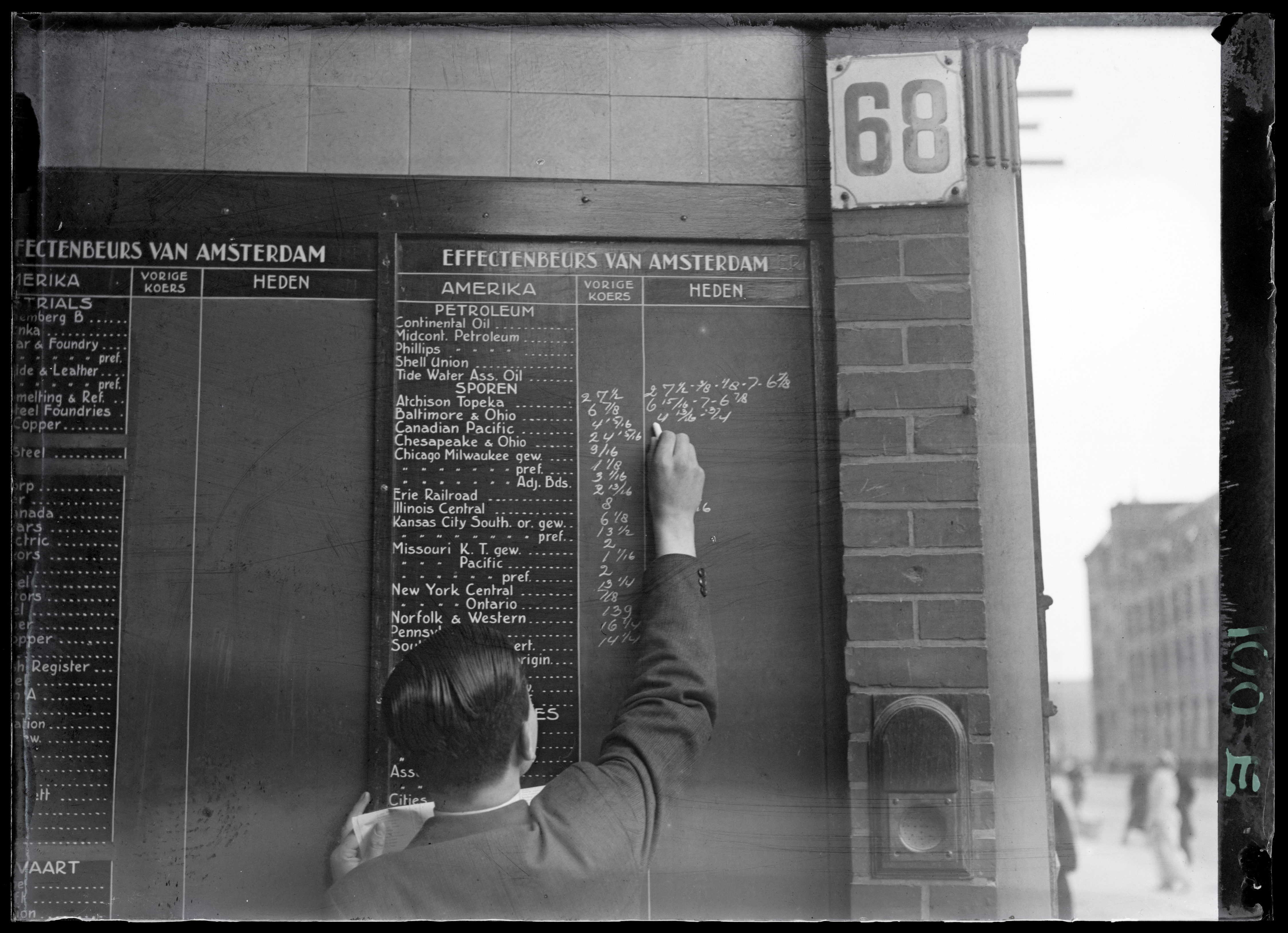
Noteren van beurskoersen (1938)

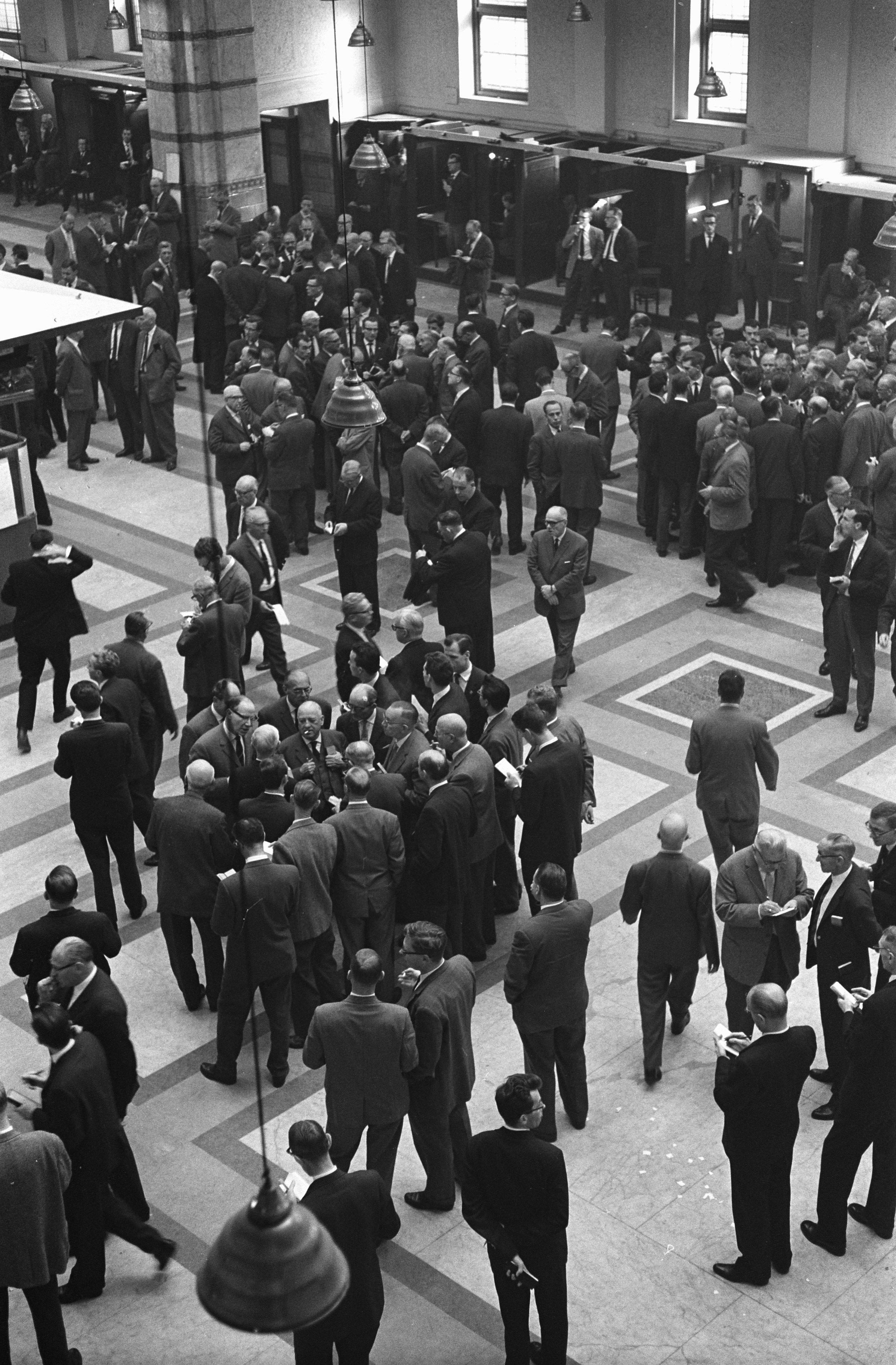
De beursvloer in 1962

De Amsterdamse effectenbeurs is een van de oudste financiële handelsbeurzen ter wereld en de grootste aandelenbeurs van Europa. De belangrijkste graadmeters van de Amsterdamse beurs zijn de AEX (Amsterdam Exchange Index) en de Amsterdam Midkap Index. De beurs is eigendom van Euronext. Handel vindt plaats op werkdagen van 9.00 tot 17.30 uur (UTC+1).

## Geschiedenis
De Amsterdamse beurs is in 1606 ontstaan toen de Vereenigde Oostindische Compagnie (VOC), een organisatie die in de 17e en 18e eeuw van de Nederlandse overheid het monopolie kreeg op de handel met Azië, als eerste bedrijf met verhandelbare aandelen ging werken. Door de grote behoefte aan investeringen werden er verhandelbare delen van het bedrijf verkocht in Amsterdam. Deze eerste verhandelbare aandelen werden aan het Damrak in Amsterdam verkocht. In die tijd kwamen de kooplieden bijeen op de Nieuwe Brug aan het IJ en bij slecht weer in de Jeruzalemkapel naast de Sint-Olofskapel.
De groeiende goederen- en aandelenhandel maakte dat er behoefte ontstond aan een specifiek voor dit doel gemaakt gebouw. Hendrick de Keyser ontwierp het eerste gebouw, dat geopend werd in 1611. Het belang van de beurs nam toe naarmate er meer aandelen verkocht werden, waaronder ook die van de West-Indische Compagnie (WIC). De beurs van Hendrick de Keyser werd gesloopt in 1838. 
In 1845 kwam er een nieuw beursgebouw op de hoek van de Dam en het Damrak. Het ontwerp was van Jan David Zocher; daaraan ontleende het gebouw de naam Beurs van Zocher. In 1884 was de Beurs van Zocher zo bouwvallig geworden dat er een nieuw gebouw moest komen; dit werd de Beurs van Berlage, voltooid in 1903. Vervolgens werd het gebouw van Zocher gesloopt en op de plaats hiervan staat sinds 1915 het warenhuis De Bijenkorf.
De toenemende handel en het aantrekken van allerlei verschillende typen investeringsmogelijkheden leidde tot een sterke behoefte aan een regulerend lichaam. In 1876 werd de Amsterdamse Vereniging voor de Effectenhandel (VvdE) opgericht, die de aandelenhandel moest reguleren. Alleen leden van deze organisaties waren gerechtigd om deel te nemen aan de handel op de beurs. De snelle groei van de effectenhandel leidde tot ruimteproblemen en de VvdE maakte zich niet alleen sterk voor, maar kreeg ook een eigen beursgebouw. De effectenbeurs verhuisde naar een nieuw pand aan Beursplein 5, naar een ontwerp van Joseph Cuypers. Om de beurs te kunnen bouwen leende de VvdE drie miljoen gulden tegen een rente van 4%. Op 22 december 1913 werd het beursgebouw officieel in gebruik werd genomen.
Op 2 januari 1914 ging de handel daadwerkelijk van start. Op de begane grond kwamen de ondersteunende diensten, zoals drukkerijen, postkamer, verwarming en garderobe. De beursvloer van 1350 m² kwam een etage hoger en was bestemd voor de handelaren en de beurshandel. Hier kwamen ook essentiële kantoren van de Rijkstelefoon en Rijkstelegraaf voor de nationale en internationale verbindingen. In 1922 kwam er een directe verbinding tot stand met de Amerikaanse effectenbeurs in New York en in 1931 ging de tikkerdienst van start om de koersen zo snel mogelijk door te geven.
Het handelssysteem bleef decennia min of meer hetzelfde, maar door de technologische vooruitgang en de introductie van de computer was dit niet langer vol te houden. In 1988 werd het Handel Ondersteunend Systeem (HOS) geïntroduceerd om de snelheid en efficiency te verbeteren. HOS is een geautomatiseerd informatiesysteem, waarmee handelaren orders kunnen melden. De orders werden automatisch in de koerstabellen verwerkt en gemeld aan de clearing. Orders konden via computers worden opgegeven, zowel vanaf een locatie buiten het beursgebouw als vanaf de beursvloer. Deze schermenhandel maakte na verloop van tijd de beursvloer overbodig.
In 1978 werden de eerste opties verkocht door de European Options Exchange. Zij hadden aanvankelijk een handelsplek in de Beurs van Berlage en later een eigen gebouw op Rokin 65. In 1998 nam de optiehandel de grote beurszaal op Beursplein 5 over van de effectenhandel, maar nog geen vier jaar later kwam daar ook een einde aan.
De Amsterdamse Vereniging voor de Effectenhandel en de European Options Exchange fuseerden later tot Amsterdam Exchanges, waar zowel aandelen als opties verhandeld konden worden. In 2000 is de Amsterdamse beurs gefuseerd met de Brusselse effectenbeurs en de Parijse effectenbeurs tot Euronext N.V., de eerste grensoverschrijdende effectenbeurs. Later nam deze organisatie ook de Portugese effectenbeurs, BVLP (Bolsa de Valores de Lisboa e Porto), en het Engelse London's International Financial Futures and Options Exchange (LIFFE) over. Het hoofdkantoor van Euronext is gevestigd in Amsterdam en is dus een Nederlands bedrijf.

## Fotogalerij

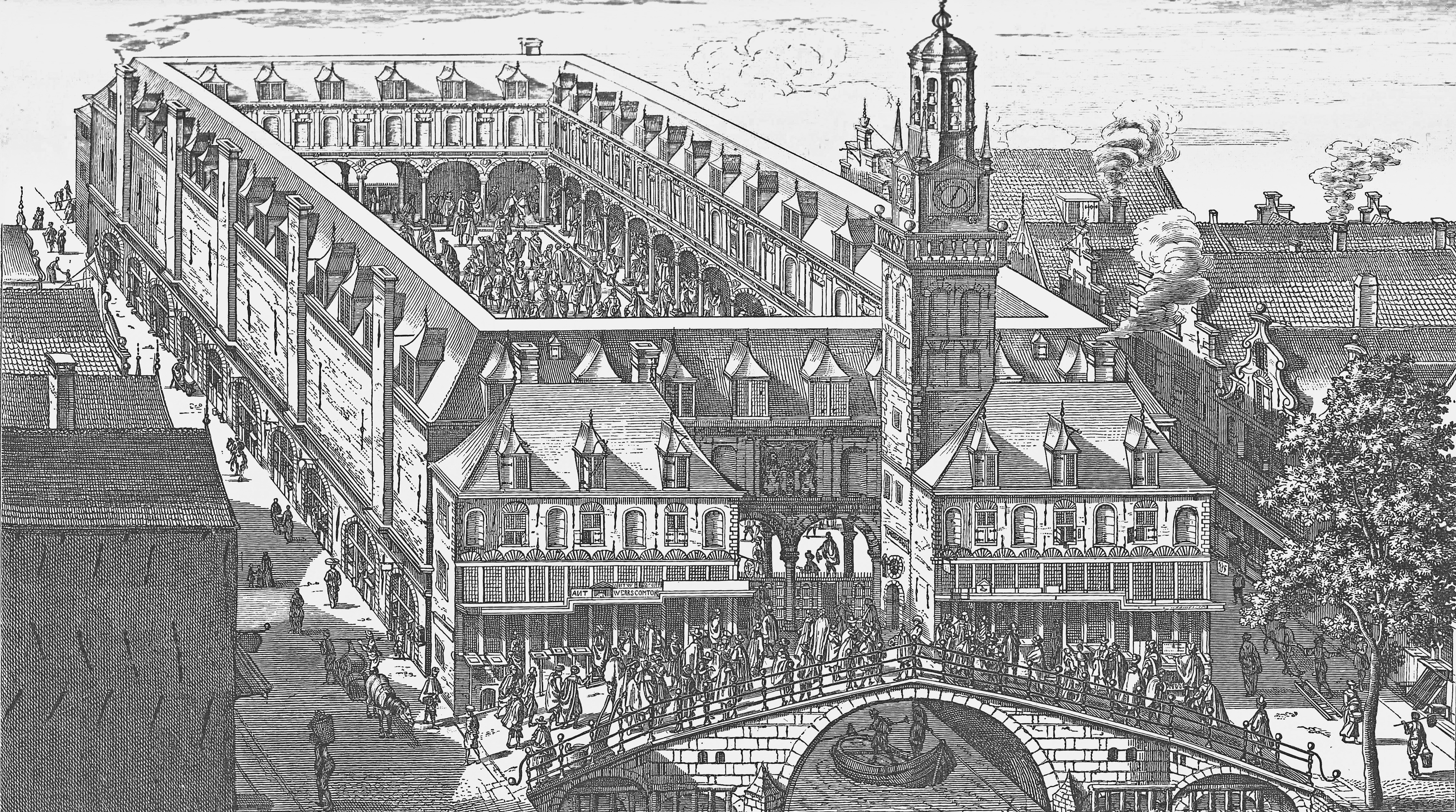
Koopmansbeurs (1611-1838).
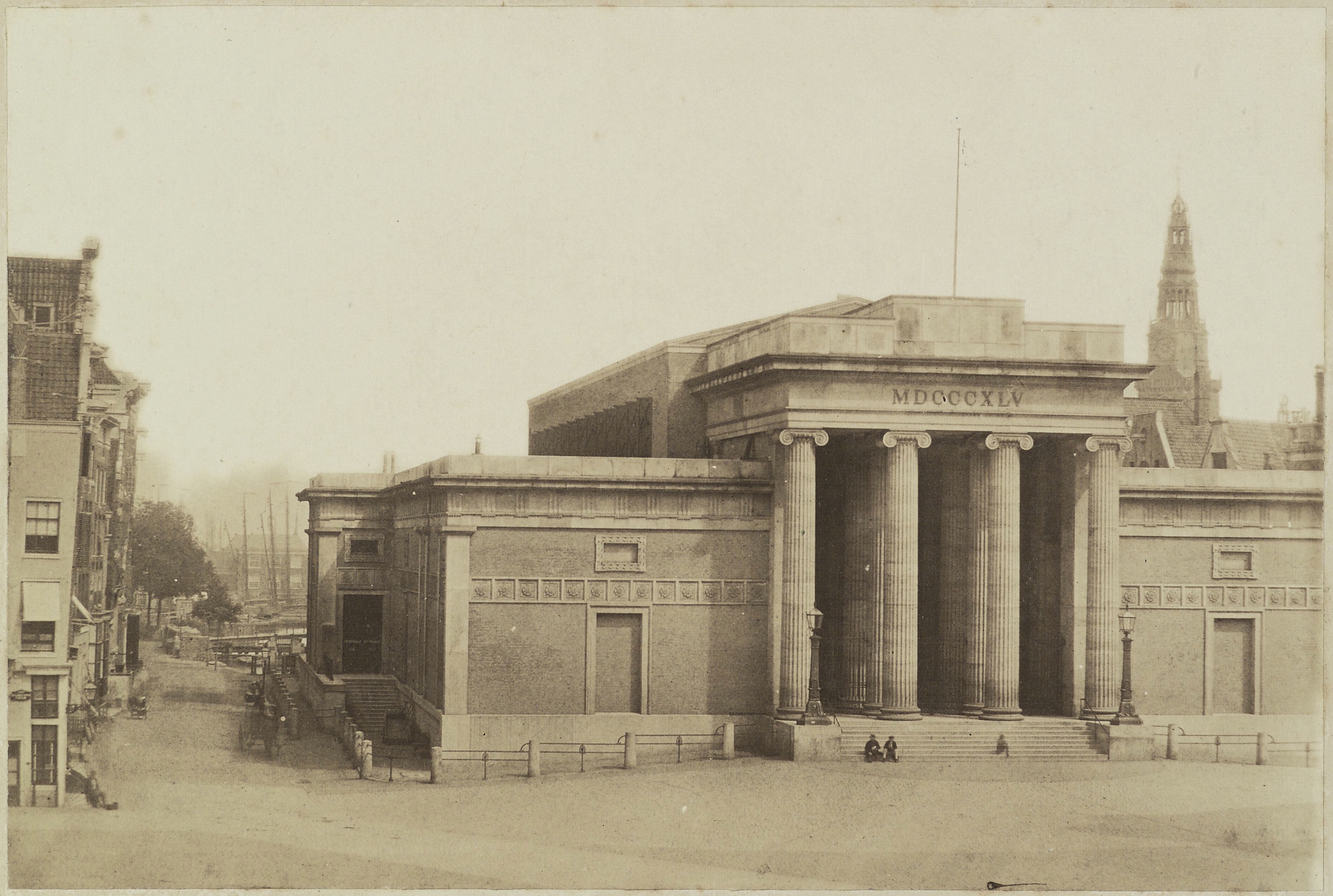
Beurs van Zocher (1845-1903).
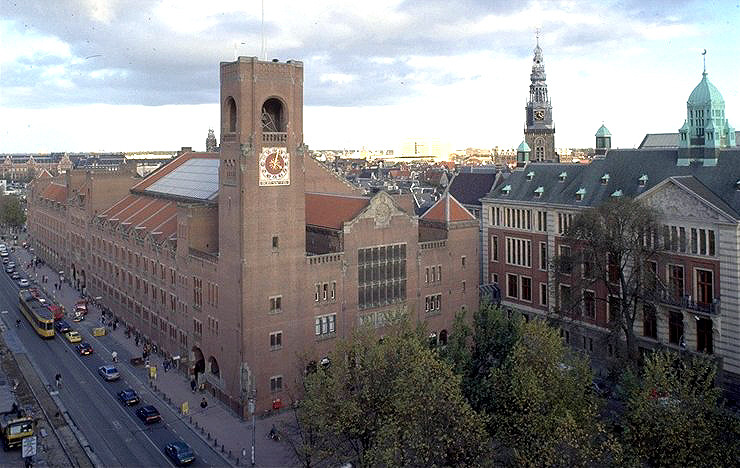
Beurs van Berlage (1903) met rechts de huidige Effectenbeurs (1913).
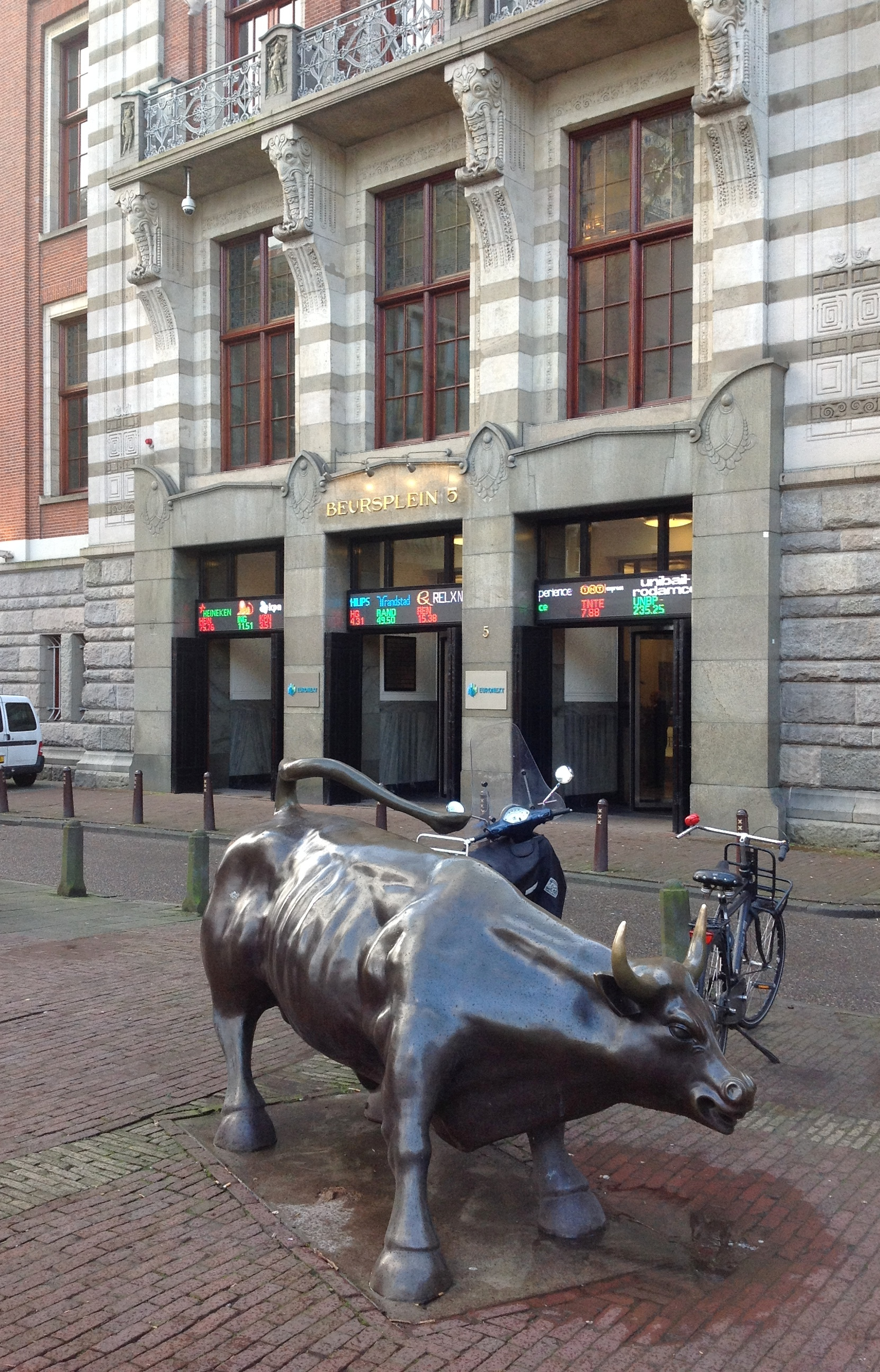
Detail entree huidige effectenbeurs met de "bull" op de voorgrond.